# 田幸敏治
田幸 敏治（たこう としはる、1923年7月1日 - 2011年12月24日）は、日本の応用物理学者。東京工業大学名誉教授。元応用物理学会会長。元日本分光学会会長。

## 人物・経歴
1923年7月1日生まれ。
1941年12月大阪市立都島工業学校機械科、戦時繰り上げ卒業。旧制高校への進学希望がつのり、始めた受験勉強の無理と戦前・戦中の食糧事情が重なり、結核を患う。
旧制松山高等学校を経て、1944年10月東京帝国大学理学部物理学科入学。1947年9月同大学卒業後は、東京大学理工学研究所研究員となる。1956年1月中央計量検定所主任研究員。1970年12月東京工業大学教授、精密工学研究所の併任教授。1972年東京工業大学精密工学研究所に転任、電気計測部門教授。1984年定年退職、同年から東京理科大学教授。1991年4月東京工業大学名誉教授。2011年12月逝去。

## 学会活動等
- 1982-1983年度　応用物理学会会長[3]。
- 1987-1989年  日本分光学会会長[4]。

## 受章等
- 1982年1月28日　島津賞[1][5]。
- 2000年11月3日　勲三等瑞宝章。